# Stefan Zamoyski (1837–1899)
Stefan Zamoyski, hrabia herbu Jelita (ur. 7 września 1837 we Florencji, zm. 1 stycznia 1899 w Paryżu) – ziemianin, powstaniec styczniowy, prezes Towarzystwa Tatrzańskiego, poseł na galicyjski Sejm Krajowy, członek austriackiej Izby Panów.

## Życiorys
W latach 1854–1855 uczył się w Teresianum w Wiedniu. Ukończył studia na uniwersytecie w Dublinie. Po powrocie do kraju pracował jako urzędnik w Wydziale Krajowym (1860–1863). Podczas powstania styczniowego należał do stronnictwa „białych”, naczelnik cywilny w obwodzie przemyskim. Latem 1863 aresztowany przez Austriaków i więziony.
Ziemianin, właściciel klucza dóbr Wysocko w pow. jarosławskim (Bobrówka, Miękisz Stary, Korzenica, Laszki, Łazy, Wietlin, Wysock, Baranów i Kłuszyn). Wyremontował i zmodernizował swoją siedzibę dawny pałac Czartoryskich w Wysocku. W swoim majątku miał stadninę koni arabskich. Członek i działacz Galicyjskiego Towarzystwa Gospodarskiego, członek jego Komitetu (30 stycznia 1866 – 16 lutego 1868, 24 czerwca 1878 – 12 czerwca 1880, 27 czerwca 1894 – 20 czerwca 1899). Prezes Towarzystwa Tatrzańskiego (1893–1899). Współzałożyciel w 1867, a w latach 1868–1899 prezes Towarzystwa Wzajemnej Pomocy Urzędników Prywatnych w Galicji. Inicjator, a następnie w latach 1873–1899 prezes Towarzystwa Naukowego im. Mikołaja Kopernika we Lwowie.
Członek Rady Powiatu w Jarosławiu (1867–1872, 1873–1897, 1898–1899). W latach 1867–1899 członek Wydziału Powiatowego w Jarosławiu, pełnił w nim funkcje wiceprezesa (1867–1868, 1872–1873) i prezesa (1874–1884, 1889–1891). Przewodniczył również komisji oświaty Rady Powiatu w Jarosławiu (1885–1888).
Z przekonań konserwatysta – należał do stronnictwa stańczyków. Poseł na Sejm Krajowy III kadencji (20 sierpnia 1870 – 26 kwietnia 1876), IV kadencji (8 sierpnia 1877 – 21 października 1882), V kadencji (15 września 1883 – 26 stycznia 1889), VI kadencji (10 października 1889 – 17 lutego 1894), VII kadencji (28 grudnia 1895 – 1 stycznia 1899). Wybierany kolejno w kadencjach III-VI w kurii IV (gmin wiejskich) z okręgu wyborczego nr 16 (Jarosław-Sieniawa-Radymno), zaś w kadencji VII z kurii I (wielkiej własności) w okręgu wyborczym nr 3 (przemyski) – po jego śmierci posłem wybrano w wyborach uzupełniających Władysława Kraińskiego. Był aktywnym posłem, pracował w komisjach: w Sejmie III kadencji członek komisji głodowej (1876); w Sejmie IV kadencji należał do komisji petycyjnej, komisji kultury krajowej, w Sejmach V, VI, VII kadencji członek komisji gospodarstwa krajowego, Od 31 października 1892 dożywotni członek austriackiej Izby Panów. Należał tam do grupy Prawicy. Członek delegacji wspólnej na XXIX Sesji (25 maja – 19 czerwca 1893).
Pogrzeb odbył się 1 lutego 1899 w Wysocku. Pochowany w krypcie grobowej Zamoyskich kościoła Św. Zofii i Szczepana w Laszkach.

## Rodzina
Urodził się w arystokratycznej rodzinie ziemiańskiej, syn uczestnika powstania listopadowego Zdzisława Jana Zamoyskiego (1810–1855) i Józefiny z Walickich (1808–1880). Miał trzy siostry: Zofię (1839–1930), żonę Jana Dzierżysława Tarnowskiego (1835–1894), Marię (1841–1922), żonę Jana Tadeusza Lubomirskiego (1826–1908) i Wandę (1846–1922), żonę Stanisława Grocholskiego (1835–1907). 24 sierpnia 1870 w Krzeszowicach ożenił się z Zofią z Potockich; mieli sześcioro dzieci: Adama Zdzisława (1872–1933), Władysława Zdzisława (1873–1944), Zygmunta (1875–1931), Zofię (1880–1913), żonę Emanuela Świeykowskiego (1874–1909), Katarzynę (1883–1958), żonę Jerzego Baworowskiego (1870–1933), Wandę (1892–1965), żonę Hieronima Tarnowskiego (1884–1945).

## Galeria

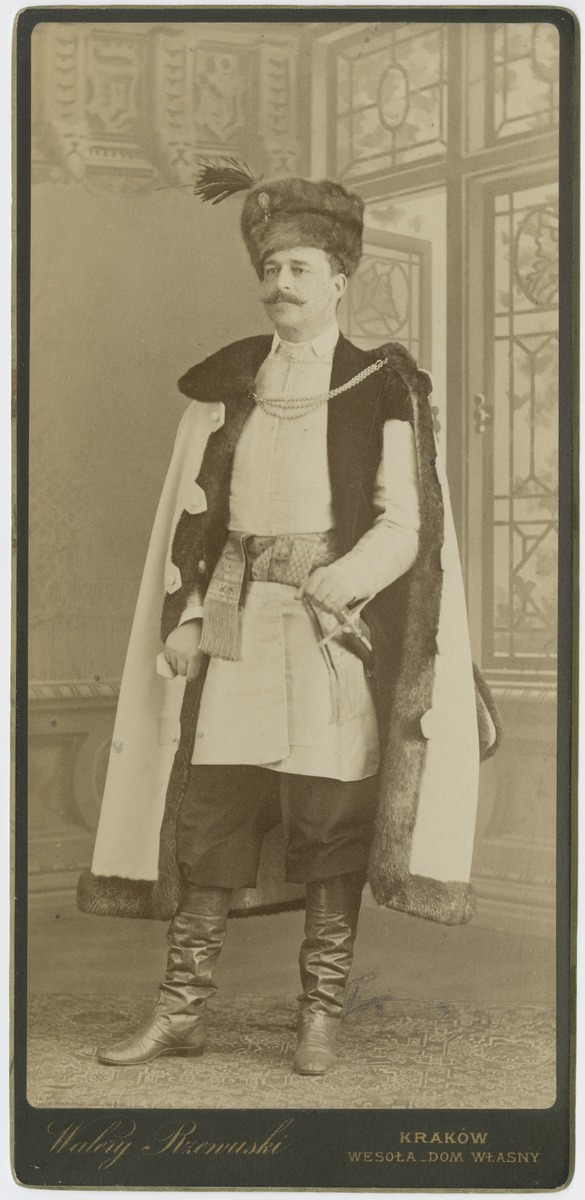
Stefan Zamoyski w stroju polskim – fot. Walerego Rzewuskiego z 1884
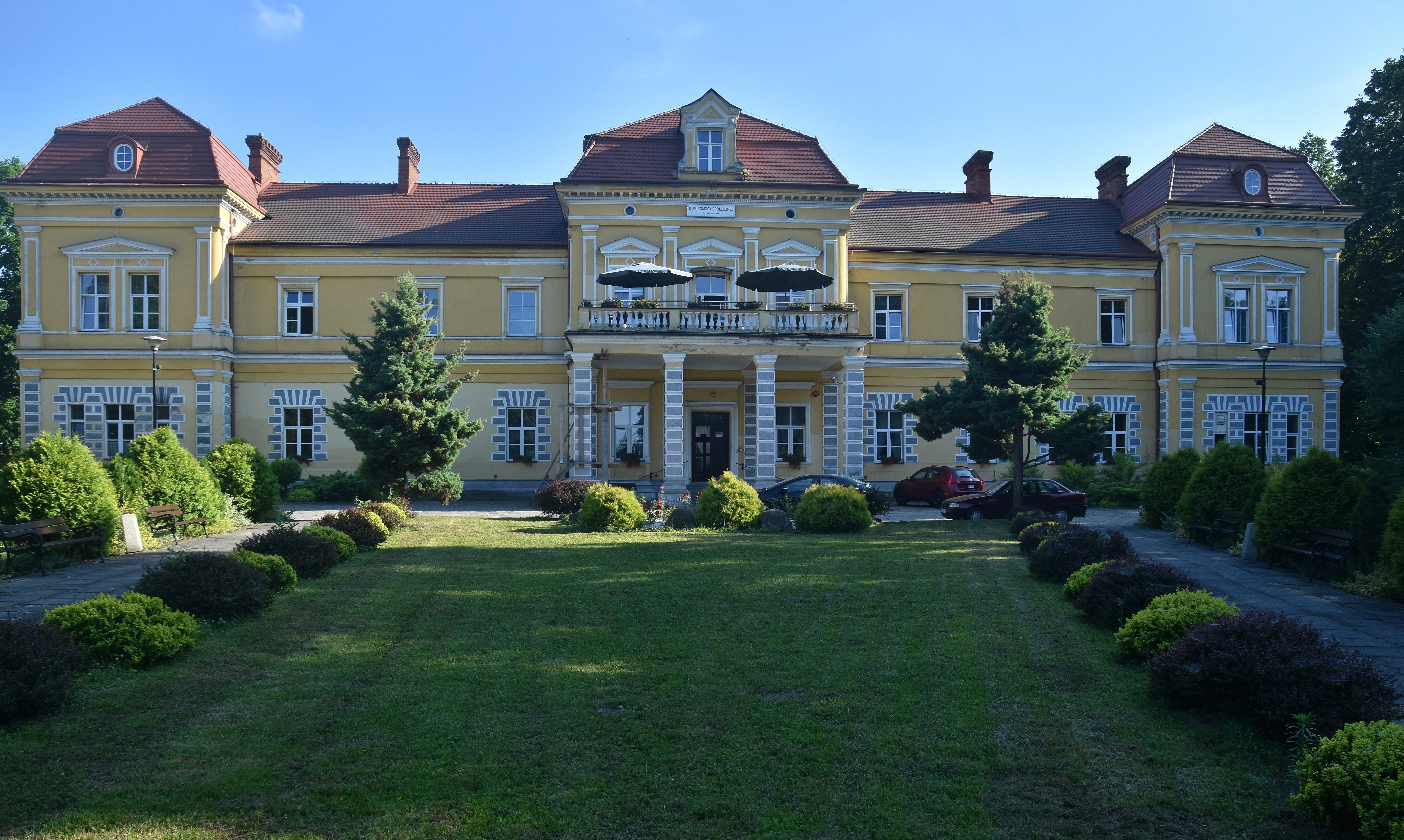
Wysocko – fronton pałacu Zamoyskich
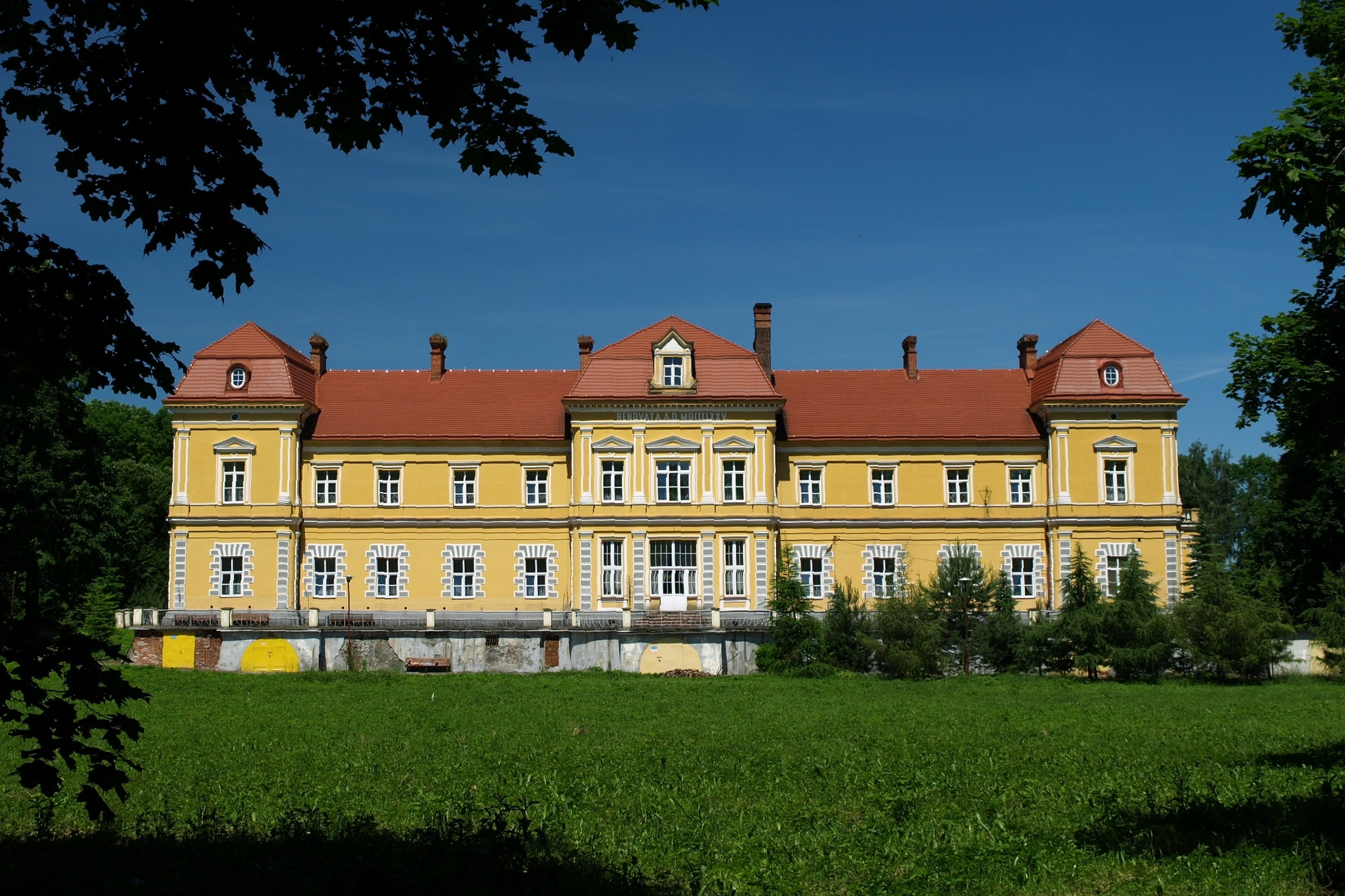
Wysocko – pałac Zamoyskich od ogrodu
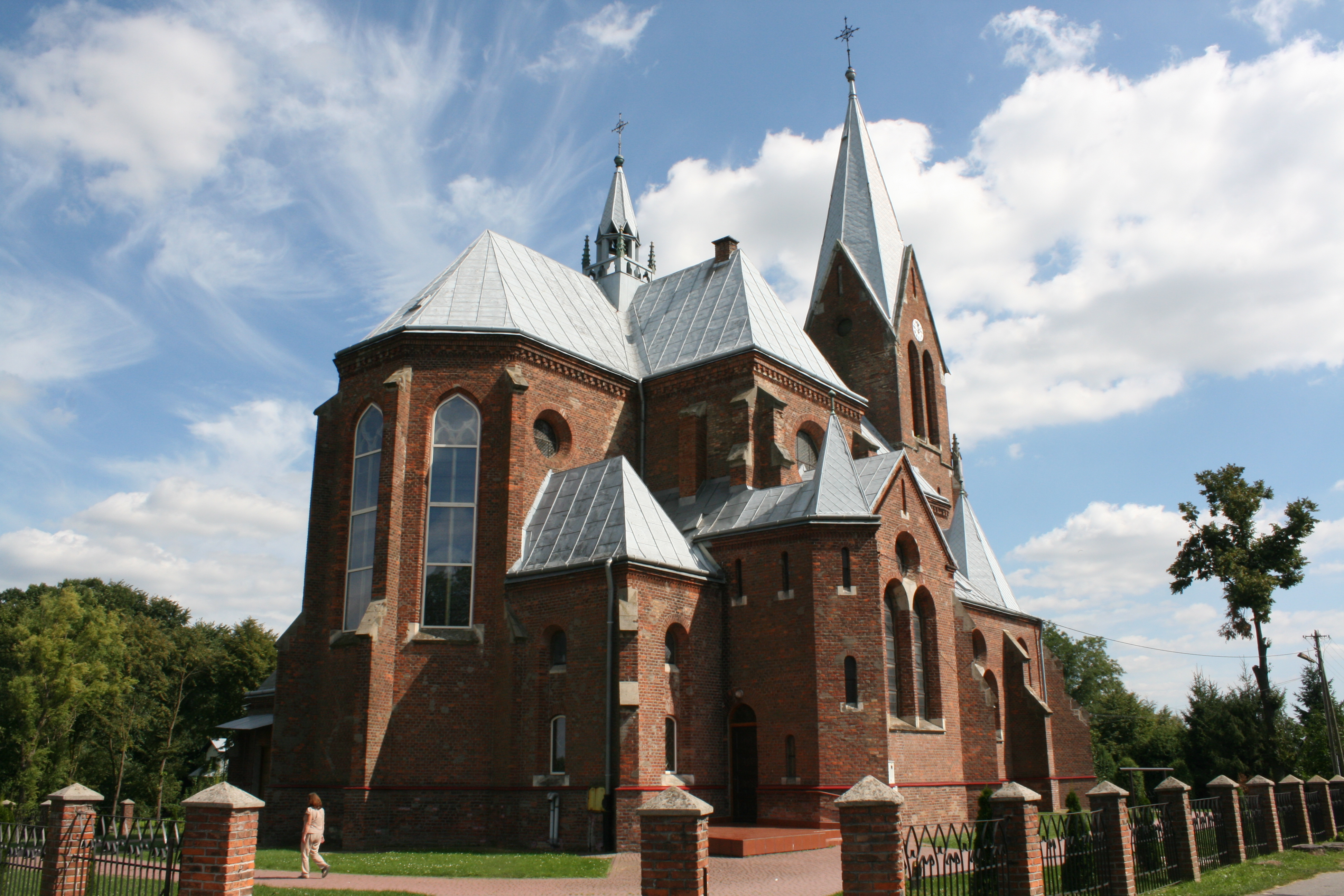
kościół Św. Zofii i Szczepana w Laszkach